# Município de Stock (condado de Harrison, Ohio)
O município de Stock (em inglês: Stock Township) é um município localizado no condado de Harrison no estado estadounidense de Ohio. No ano de 2010 tinha uma população de 478 habitantes e uma densidade populacional de 7,17 pessoas por km².

## Geografia
O município de Stock encontra-se localizado nas coordenadas 40° 19′ 41″ N, 81° 07′ 49″ O. Segundo a Departamento do Censo dos Estados Unidos, o município tem uma superfície total de 66.69 km², da qual 63,74 km² correspondem a terra firme e (4,43 %) 2,95 km² é água.

## Demografia
Segundo o censo de 2010, tinha 478 pessoas residindo no município de Stock. A densidade populacional era de 7,17 hab./km². Dos 478 habitantes, o município de Stock estava composto pelo 99,16 % brancos, o 0,21 % eram de outras raças e o 0,63 % eram de uma mistura de raças. Do total da população o 0,84 % eram hispanos ou latinos de qualquer raça.